# 747 TCN
747 TCN là một năm trong lịch La Mã.